# A Resposta de 1 Desejo
A Resposta de 1 Desejo é o décimo terceiro álbum de estúdio e décimo sétimo trabalho musical da banda Catedral, lançado em 2004 pela gravadora New Music com produção de Carlos Trilha.
Antes do falecimento do guitarrista José Cezar em 2003, o instrumental de 10 faixas do álbum já estava gravado, sendo que a banda deu uma pausa na produção do disco para se dedicar à gravação do álbum "Acima do Nível do Mar - 15 Anos".
Como homenagem ao seu irmão, o vocalista Kim aproveitou alguns trechos cantados por Cézar na música "Quatro Cores" para fazer um dueto póstumo com ele. O Álbum alcançou a vendagem de 75 mil cópias, resultando em Disco de Ouro.

## Faixas
1. A Poesia e Eu
2. Nada Mudou
3. O Sapo, o Escorpião e a Paixão
4. Para um Novo Tempo Começar
5. A Resposta de 1 Desejo
6. Pare
7. Às Vezes
8. Terra de Ninguém
9. Here I Miss You Now
10. Sem Saída
11. Quem disse que o Amor pode Acabar ?
12. Quatro Cores

## Ficha Técnica
- Kim: Voz
- Júlio Cesar: Baixo
- Cezar Motta: Guitarra base e solo
- Guilherme Morgado: Bateria
- Eduardo Lissi: Guitarras e violões